# Moralischer Masochismus
Der von Sigmund Freud 1924 in die psychoanalytische Theoriebildung eingeführte Begriff des moralischen Masochismus meint den „nach innen gerichtete Destruktionstrieb“, der sich in einer Kombination von Schmerzlust und Schuldgefühl manifestiert. Im Unterschied zu den beiden anderen Formen des Masochismus, dem erogenen Masochismus und dem femininen Masochismus, stehen beim moralischen Masochismus nicht die Sexualität, sondern das Schuldgefühl und die Selbstbeschädigungstendenz im Vordergrund.

## Zur Entstehung des moralischen Masochismus bei Freud
In der 1917 erschienenen Arbeit „Trauer und Melancholie“ erklärte Freud die häufig auftretende Selbstmordneigung der Melancholiker – heute würde man sagen: Depressive – mit der Rückwendung des Sadismus vom Objekt auf das eigene Ich und „das Strafe erheischende Schuldgefühl“. Diese Selbstbeschädigungstendenzen lassen sich, so Freud, auch als Masochismus bezeichnen.
Ursprünglich glaubte Freud also, dass der Masochismus aus der Umwandlung des Sadismus entsteht. Erst nach seiner Aufstellung des Todestriebs hat Freud seine Auffassung vom Ursprung des Masochismus dahingehend geändert, dass er einen primär erogenen Masochismus erkannte, aus dem sich zwei spätere Formen des Masochismus entwickeln: der feminine und der moralische Masochismus. In seinem Aufsatz „Das ökonomische Problem des Masochismus“ (1924) führte Freud die Beziehungen des Todestriebs zum Masochismus genauer aus. Ein Teil des Destruktionstriebs oder Bemächtigungstriebs werde in den Dienst der Sexualfunktion gestellt. Das sei der eigentliche Sadismus. Ein anderer Teil mache diese Verlegung nach außen nicht mit, sondern werde im Organismus mithilfe der sexuellen Miterregung libidinös gebunden. Im  Falle des moralischen Masochismus richte sich der Destruktionstrieb gegen das eigene Selbst. Der Mensch ist somit nach der Auffassung von Freud ein moralischer Masochist, wenn sein Ich das Bedürfnis hat, von seinem sadistischen Über-Ich, d. h. den introjizierten Eltern, bestraft zu werden. Hierzu schreibt der Psychoanalytiker Edoardo Weiss: „Der moralische Masochist, der sich durch sein „sündhaftes“ Tun bestrafen lässt, hat die Moral wieder sexualisiert, den Ödipuskomplex neu belebt.“

## Narzissmus und moralischer Masochismus (Lampl-de Groot)
Die niederländische Psychoanalytikerin Jeanne Lampl-de Groot interpretiert den moralischen Masochismus als ein Versuch, eine narzisstische Kränkung zu verarbeiten, d. h. deren seelischen Schmerz zu lindern, indem die Kränkung als Strafe für eine unbewusste Schuld empfunden wird. In ihrem Aufsatz „Masochismus und Narzissmus“ aus dem Jahre 1937 beschreibt sie einen Fall eines jungen Mannes, bei dem die Tatsache des Beschnittenseins als narzisstische Kränkung verarbeitet wurde und „eine Flucht in eine feminine Kastrationsphantasie zur Folge hatte“. Lampl-de Groot weist in diesem Kontext auch darauf hin, dass es im Rahmen psychoanalytischer Therapien dazu kommen könne, dass der moralische Masochismus zu der sogenannten „negativen therapeutischen Reaktion“ führe. Hierbei stehe der Patient unter der Herrschaft eines Strafbedürfnisses bzw. unbewussten Schuldgefühls, was dazu führe, dass jeder therapeutische Fortschritt gleich konterkariert und mit einem noch stärkeren Leiden beantwortet werde.